# Liste der Gouverneure Oberkaliforniens
Dies ist eine Liste der Gouverneure Oberkaliforniens, bevor es zu einem US-Bundesstaat wurde. Seit 1769 war Alta California eine Kolonie Spaniens. Nach 1822 geriet Kalifornien unter mexikanische Aufsicht, damit begann eine Periode mit vielen Aufständen. Als 1846 der Mexikanisch-Amerikanische Krieg ausbrach, erklärte sich Kalifornien zur unabhängigen Republik. Die Republik Kalifornien wurde zu einem Protektorat der USA, bis sie am 9. September 1850 zum 31. Bundesstaat der Vereinigten Staaten wurde. 
Für die Gouverneure des US-Bundesstaates siehe Liste der Gouverneure von Kalifornien.

## Spanische Königskolonie, 1769–1822
|  | 1. 1769–1770: Gaspar de Portolá 2. 1770–1774: Pedro Fages 3. 1774–1777: Fernando Rivera y Moncada 4. 1777–1782: Felipe de Neve 5. 1782–1791: Pedro Fages 6. 1791–1792: José Antonio Roméu 7. 1792–1794: José Joaquín de Arrillaga (vorläufig) 8. 1794–1800: Diego de Borica 9. 1800: Pedro de Alberni (vorläufig) 10. 1800–1814: José Joaquín de Arrillaga 11. 1814–1815: José Darío Argüello (vorläufig) 12. 1815–1822: Pablo Vicente de Solá |

## Mexikanische Aufsicht, 1822–1836
|  | 1. 1822–1825: Luis Antonio Argüello 2. 1825–1831: José María de Echeandía 3. 1831–1832: Manuel Victoria 4. 1832: Pío Pico (unklares Recht) 5. 1832–1833: José María de Echeandía 6. 1833–1835: José Figueroa 7. 1835: José Castro (vorläufig) 8. 1836: Nicolás Gutiérrez (vorläufig) 9. 1836: Mariano Chico 10. 1836: Nicolás Gutiérrez (vorläufig) |

## Freier und souveräner Staat, 1836–1846
|  | 1. 1836: José Castro, als „Presidente de Alta California“ 2. 1836–1842: Juan Bautista Alvarado, als „Presidente de Alta California“ 1837–1838: Carlos Antonio Carrillo (Gegner) 3. 1842–1845: Manuel Micheltorena 4. 1845–1846: Pío Pico |

## Republik Kalifornien, 1846–1850
|  | 1. 1846: John Drake Sloat 2. 1846–1847: Robert F. Stockton 1846–1847: José María Flores (Gegner) 3. 1847: Stephen W. Kearny (vom US-Präsidenten ernannt) 1847: John C. Frémont (wegen Meuterei verurteilt) 4. 1847–1849: Richard Barnes Mason 5. 1849: Persifor Frazer Smith 6. 1849: Bennett C. Riley 7. 1849–1851: Peter Hardeman Burnett |

## US-Bundesstaat
Siehe: Liste der Gouverneure von Kalifornien